# Milena Mrazović
Milena Theresia Mrazović Preindlsberger von Preindlsperg (Bjelovar, 28 dicembre 1863 – Vienna, 20 gennaio 1927) è stata una giornalista, scrittrice e compositrice austro-ungarica.
Mrazović è accreditata per aver introdotto la Bosnia ed Erzegovina, dove visse per 40 anni, al pubblico di lingua tedesca. È stata la prima giornalista in Bosnia-Erzegovina e autrice delle prime composizioni classiche sul suo territorio, e rimane nota per i libri di viaggio che ha scritto durante i suoi lunghi viaggi. Mentre cavalcava attraverso remoti villaggi di montagna, Mrazović registrò la tradizione orale bosniaca e raccolse costumi tradizionali, costruendo una preziosa collezione.

## Primi anni
Milena Mrazović nacque il 28 dicembre 1863 nella città croata di Bjelovar, nell'impero austriaco. Appartenente a una famiglia della classe media, è stata educata a Budapest. Si trasferì con la sua famiglia nel 1878 a Banja Luka, dove suo padre era stato nominato ufficiale amministrativo, poche settimane dopo che la Bosnia Erzegovina fu occupata dall'Austria-Ungheria. L'anno successivo, Mrazović e la sua famiglia si trasferirono a Sarajevo, la capitale della Bosnia-Erzegovina.

## Musica
Pianista e compositrice, Mrazović prese parte al primo concerto di musica classica in Bosnia-Erzegovina, tenutosi a Banja Luka nel maggio 1881 in onore del compleanno della Principessa ereditaria Stephanie. Tra il 1879 e il 1882, Mrazović compose la Württemberg Marsch in onore del duca Guglielmo di Württemberg, allora governatore della Bosnia ed Erzegovina. Osmanisch Mazurka e Bosnia-Polka Francaize furono stampate a Vienna nel 1882. Queste sono le prime tracce conosciute di composizioni musicali in Bosnia Erzegovina.

## Giornalismo
Dal 1884 al 1885, Mrazović insegnò la lingua francese alle ragazze della scuola del convento delle Suore della Carità a Sarajevo. Allo stesso tempo, praticò la scrittura. Il suo primo articolo fu pubblicato sul Neue Augsburger Postzeitung. Nel 1884, Mrazović iniziò a collaborare con il giornale in lingua tedesca Bosnische Post. Eugen von Tõpfer, venuto da Vienna a Sarajevo nel 1881, acquistò il giornale nel 1886. Poco dopo essersi fidanzato con Mrazović, Tõpfer si ammalò definitivamente; Tõpfer nominò Mrazović sua unica erede e morì nel 1889. Poco dopo, nel settembre 1889, il governo della Bosnia-Erzegovina concesse a Mrazović il permesso di continuare a pubblicare il Bosnische Post come erede del fidanzato. Questo non solo la rese la prima caporedattrice ed editrice in Bosnia Erzegovina, ma anche la prima giornalista professionista della provincia asburgica.
Oltre a essere proprietaria di un giornale, Mrazović divenne corrispondente del Telegraph, redattrice di notizie radiofoniche e collaboratrice di quasi tutti i giornali di lingua tedesca. Il Reichspost apprezzò particolarmente gli articoli di Mrazović, pubblicati con lo pseudonimo di Milan. I media internazionali salutarono il suo successo nel 1894, quando il Bosnische Post celebrò il suo decimo anniversario, sottolineando che le donne in Bosnia Erzegovina normalmente non prendevano parte alla vita pubblica. Nel 1893-1894, Mrazović finanziò la costruzione della sede del giornale, con uffici di redazione e tipografia. Il suo primo libro, una raccolta di romanzi intitolata Selam, ispirato ai musulmani bosniaci, fu pubblicato nel 1893. Essendo stato accolto molto bene dalla critica, Mrazović continuò a stampare le poesie di Grga Martić.
Il giornale era un'importante concessione del governo, ma Mrazović rifiutò di inchinarsi alla volontà del governo nei suoi articoli. Il commissario governativo per Sarajevo, Lothar Berks, la descrisse come una "donna insopportabile, litigiosa, intrigante, che è sotto l'influenza di orribili illusioni ed è di solito in una condizione più o meno isterica, riguardo alle molteplici, e a volte cruciali, questioni di stato". Il governo era ansioso di vederla vendere il giornale a qualcuno di più malleabile.
Mrazović visse nell'appartamento sopra la sua tipografia fino al 1896, quando alla fine vendette il Bosnische Post, nonché il settore della stampa e dell'editoria, e sposò il medico di Sarajevo Josef Preindlsberger. Mrazović-Preindlsberger continuò a scrivere libri e articoli per giornali europei, coprendo eventi storici come la crisi di annessione, l'assassinio dell'arciduca Francesco Ferdinando e il processo a Gavrilo Princip .

## Etnografia
Mrazović era fortemente interessato all'etnografia . Fu tra i fondatori del Museo Nazionale della Bosnia-Erzegovina nel 1888 e sua regolare benefattrice. Nel 1889, Mrazović divenne la prima donna ad essere accettata nella Società antropologica di Vienna. Nel febbraio del 1896, su invito della Società Etnografica, tenne la prima lezione sulla Bosnia-Erzegovina a Vienna.
Come scrittore di viaggi, Mrazović ha presentato la Bosnia Erzegovina al mondo di lingua tedesca. Accompagnata dalla pittrice Augusta Bock, Mrazović viaggiò per la Bosnia-Erzegovina a cavallo. Le donne raggiunsero luoghi molto remoti, registrando racconti popolari, indovinelli, costumi e ricette. In questi viaggi, Mrazović collezionò e classificò costumi tradizionali. Due dei suoi libri di viaggio furono pubblicati a Innsbruck: Bosnisches Skizzenbuch nel 1900, seguita nel 1905 da una raccolta di racconti popolari chiamata Bosnische Volksmaerchen. Il più grande successo di Mrazović arrivò con Bosnische Ostbahn, pubblicato a Vienna nel 1908.

## Ultimi anni
Durante la prima guerra mondiale, Mrazović accompagnò suo marito in Serbia, Montenegro, Albania e Italia, aiutandolo come infermiera. L'Austria-Ungheria fu sconfitta e dissolta, con la Bosnia-Erzegovina che entrò a far parte del regno di serbi, croati e sloveni. Mrazović e suo marito furono deportati in Austria, che ella considerava una "terra straniera". Era già gravemente ammalata quando tenne la sua ultima lezione sulla Bosnia-Erzegovina, a Urania, a Vienna, nel maggio 1926. Morì il 20 gennaio 1927 nel sanatorio di Löw.
Dopo la seconda guerra mondiale, uno dei due figli di Mrazović portò la collezione etnografica di sua madre nella Bosnia-Erzegovina socialista e la donò al Museo Nazionale di Sarajevo, come ella aveva desiderato. Nonostante sia descritto come una "celebre scrittrice bosniaca", Mrazović e le sue opere, quasi tutte scritte in tedesco, rimangono poco conosciute in Bosnia Erzegovina.